# کافت شرق آفریقا

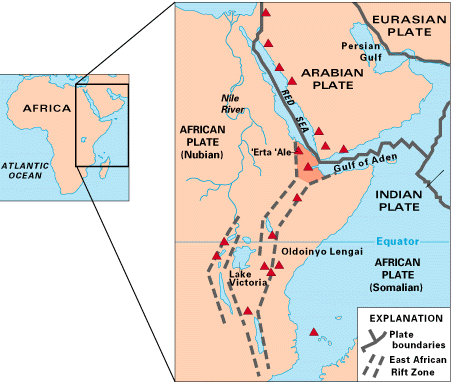

کافت شرق آفریقا (انگلیسی: East African Rift) یک کافت فعال در شرق آفریقا است.
این کافت که در دوره میوسن در حدود ۲۲–۲۵ میلیون سال قبل تشکیل شده‌است امروزه شامل کشورهای اتیوپی، کنیا، اوگاندا، رواندا، بوروندی، زامبیا، تانزانیا، مالاوی و موزامبیک می‌باشد.